# Referéndum de independencia de Kosovo de 1991
Un referéndum de independencia que se llevó a cabo en Kosovo, conocido en aquel entonces como la Provincia Autónoma de Kosovo y Metohija, entre el 26 y el 30 de septiembre de 1991. La Asamblea Provincial había declarado la República de Kosovo un estado soberano e independiente el 22 de septiembre de 1991. Más del 99% de los votantes votaron a favor de la independencia, con una concurrencia de 87%. El referéndum estuvo boicoteado por los Serbios que vivían en la región, que constituían alrededor del 10% de la población.

## Para la independencia
Para que la independencia fuera aprobada, se requirió una concurrencia de al menos el 66.7% de la población y al menos la mitad de aquellos votando a favor. [cita requerida]

## Resultados
| Elección                   | Votos     | %     |
| -------------------------- | --------- | ----- |
| A favor                    | 913,705   | 99.98 |
| En contra                  | 164       | 0.02  |
| Votos Nulos/Blancos        | 933       | –     |
| Total                      | 914,802   | 100   |
| Votantes                   | 1,051,357 | 87.01 |
| Fuente: Democracia Directa |           |       |

## Después de la votación
El único miembro de las Naciones Unidas que reconoció la República de Kosovo fue Albania, con una resolución que reconoce el país en el Parlamento de Albania del 21 de octubre. [cita requerida]